# St. Kilian (Emskirchen)

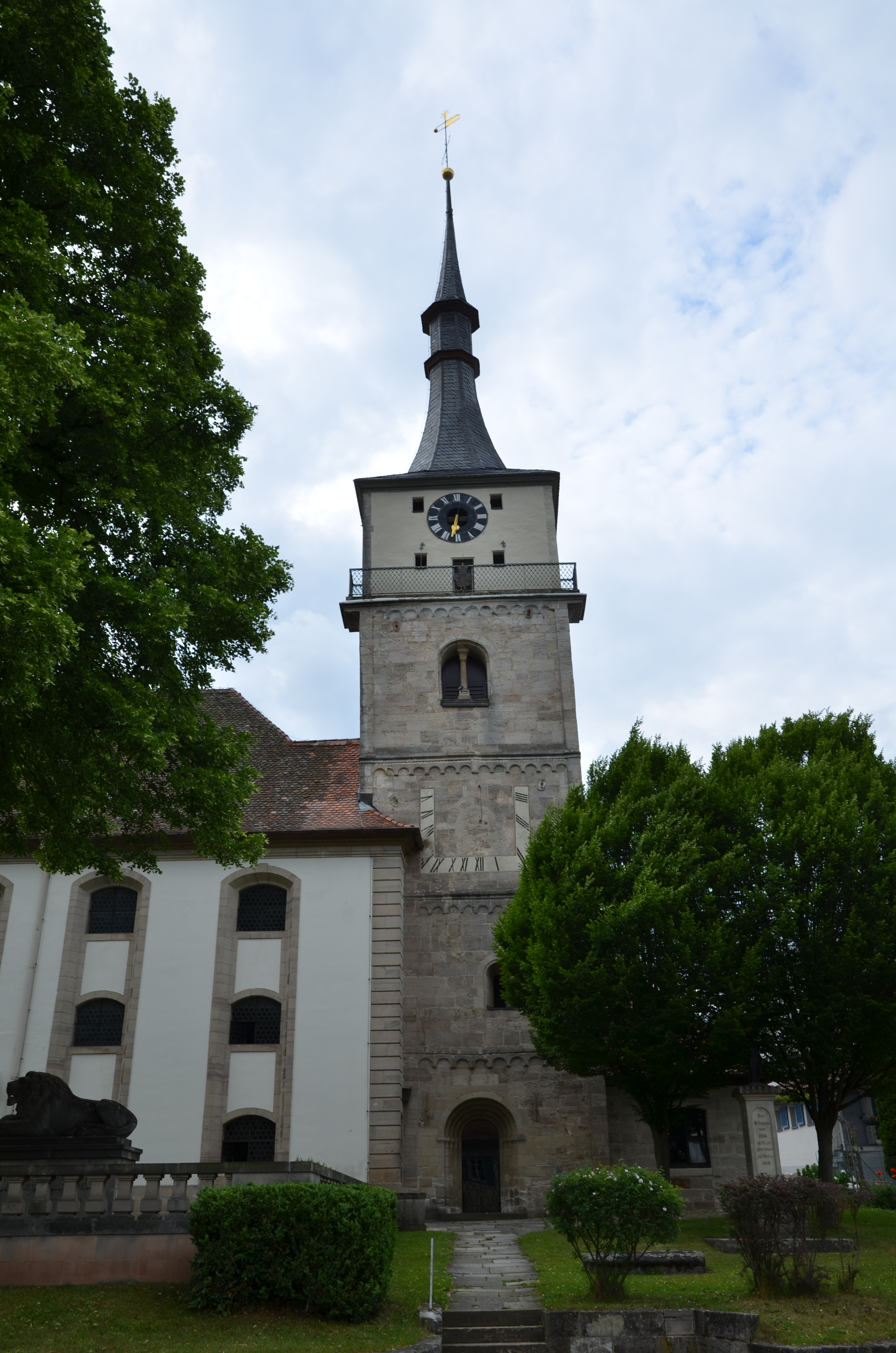
St. Kilian (Emskirchen)

Die evangelische Pfarrkirche St. Kilian ist ein denkmalgeschütztes Kirchengebäude, das in Emskirchen steht, einem Markt im Landkreis Neustadt an der Aisch-Bad Windsheim (Mittelfranken, Bayern).  Das Bauwerk ist unter der Denkmalnummer D-5-75-121-16 als Baudenkmal in der Bayerischen Denkmalliste eingetragen. Die Kirchengemeinde gehört zur Pfarrei Emskirchen des Evangelisch-Lutherischen Dekanats Neustadt an der Aisch im Kirchenkreis Nürnberg der Evangelisch-Lutherischen Kirche in Bayern.

## Beschreibung
Der spätromanische, im 13. Jahrhundert gebaute Chorturm hat vier mit Bogenfriesen unterteilte Geschosse aus Quadermauerwerk. Er wurde 1648 mit einem verputzten Geschoss aufgestockt, das die Turmuhr beherbergt, und mit einem dreifach gestuften spitzen Helm bedeckt. Im Glockenstuhl hängen sechs Kirchenglocken. Im alten Chor, d. h. dem Erdgeschoss des Chorturms, befindet sich ein Kriegerdenkmal. An den Kirchturm wurde 1788–92 nach einem Entwurf von Johann Gottlieb Riedel das dreiseitig abgeschlossene, mit einem Satteldach bedeckte Langhaus nach Westen angebaut. Der Innenraum des Langhauses hat doppelstöckige Emporen an drei Seiten. Der Kanzelaltar stammt aus der Bauzeit, ebenso der Stuck an der Decke.

## Innenausstattung
Ein weit überlebensgroßes spätgotisches Holzkruzifix (Nürnberg, drittes Viertel des 15. Jahrhunderts) ist seitlich an der Nord-Empore angebracht worden, nachdem es der Orgel, die über dem Kanzelaltar eingebaut wurde, hatte weichen müssen.